# Frei Rogério
Frei Rogério là một đô thị thuộc bang Santa Catarina, Brasil. Đô thị này có diện tích 157,845 km², dân số năm 2007 là 3262 người, mật độ 20,7 người/km².